# Dan slobode dokumenata
Dan slobode dokumenata (engl. Document Freedom Day, kraće DSD) je godišnji događaj koji "slavi otvorene standarde i podiže svijest o njihovom postojanju". Slavi se svake godine zadnje srijede u mjesecu ožujku. Dan slobode dokumenata prvi se puta slavio 26. ožujka 2008. godine, a ta se tradicija nastavila svake godine do današnjega dana.
Dan slobode dokumenata organizira skupina dobrovoljaca i zaposlenika organizacije Free Software Foundation Europe. DSD financiraju razni donatori i partneri koji se izmjenjuju na godišnjoj razini.
DSD koji se održao 2013. godine bio je najveći ikad organiziran, a obuhvaćao je oko 60 događanja u 30 zemalja. Iduće godine, 2014., 51 skupina u 22 zemlje organizirala je različita događanja kojima su proslavili Dan slobode dokumenata. U 2015. godini DSD je održan u srijedu, 25. ožujka.

## Povezanost sa slobodnim softverom
Dan slobode dokumenata predstavlja kampanju kojom se promoviraju otvoreni standardi (engl. open standards) i formati dokumenata, a namijenjena je korisnicima koji imaju manje ili uopće nemaju tehnička znanja. Otvoreni standardi osiguravaju komunikaciju neovisnu o proizvođaču softvera, čime se korisnicima omogućava da "komuniciraju i rade koristeći slobodan softver (engl. free software)".
Dan slobode dokumenata pruža više od eseja i proračunskih tablica s podatcima: taj se dan bavi kontrolom nad bilo kakvim digitalnim podatcima, uključujući umjetničke radove, notne i snimljene glazbene zapise, e-poštu i statistiku. Svi se ti podatci mogu pohranjivati na načine koji daju veću moć korisnicima i pogoduju im, ali i u formatima kojima se manipulira korisnicima i koji ih značajno ograničavaju. Dokumenti koji nisu slobodni vezani su za neki određeni softver ili tvrtku. Na taj način autor dokumenata ne može samostalno izabrati na koji ih način koristiti, jer je način korištenja reguliran tehničkim ograničenjima.

## Povezanost s otvorenim standardima (engl. open standards)
Prema tvrdnjama dobrovoljaca koji sudjeluju u Danu slobode dokumenata, "otvoreni standardi su nužni za međusobno funkcioniranje i slobodu odabira koji se baziraju na zaslugama različitog aplikativnog softvera. Oni pružaju slobodu od zatvaranja podataka kao i možebitnog zatvaranja od strane dobavljača softvera. To čini otvorene standarde nužnima za vlade, tvrtke, organizacije i pojedinačne korisnike informacijske tehnologije."
Organizatori Dana slobode dokumenata imaju vlastitu definiciju za tehničke standarde koji se smatraju otvorenima. Prema njoj, ti standardi:
1. su podložni javnoj procjeni i korištenju bez ograničenja na jednak način svim stranama;
2. nemaju nikakve sastavne dijelove ili proširenja koji su ovisni o formatima ili protokolima koji se ne mogu okaraterizirati kao otvoreni standardi;
3. nemaju zakonske ili tehničke klauzule kojima se ograničava korištenje u bilo kakvom poslovnom okruženju;
4. se održavaju i dalje razvijaju neovisno o bilo kakvom dobavljaču, a u procesu otvorenom za jednako sudjelovanje konkurenata i treće strane;
5. dostupni su kroz veći broj gotovih implementacija konkurentskih dobavljača, ili kao gotove implementacije jednako dostupne svim stranama.

## Nadnevci prethodnih obilježavanja
- 26. ožujka 2008.
- 25. ožujka 2009.
- 31. ožujka 2010.
- 30. ožujka 2011.[10]
- 28. ožujka 2012.[11]
- 27. ožujka 2013.[6]
- 26. ožujka 2014.[7]
- 25. ožujka 2015.[12][13]
- 30. ožujka 2016.
- 29. ožujka 2017.
- 28. ožujka 2018.
- 27. ožujka 2019.[14]